# 천주원
천주원(千珠元, 1928년 1월 19일 ~ 2007년 4월 27일)은 대한민국의 제4대 병무청장이다.

## 학력
- 1946년 충청북도 충주고등농림학교 졸업
- 1950년 대한민국 육군사관학교 제9기 졸업(대통령상수상)
- 1952년 대한민국 육군보병학교 졸업
- 1963년 서울대행정대학원이수
- 1965년 대한민국 육군대학졸업(국방장관상수상)
- 1971년 국방대학원졸업

## 경력
- 1950년 1월 소위임관(육사9기)~육사 수석졸업후 육사 교관 및 소대장 근무중 6.25참전~총상 6번당하였으며 금성화랑무공훈장을 2회수훈
- 1950년 육사전투대대 소대장
- 1951년 9사단 30연대 작전주임
- 1952년 육본정보국원,  정보학교 교관겸 중대장
- 1953년 정보학교 작전과장
- 1956년 5사단 36연대 대대장
- 1957년 군사정보부대 5군단파견대장
- 1961년 중앙정보부 파견
- 1964년 육군첩보부대(HID) 103지구대장
- 1966년 1군단 정보참모
- 1966년 육군 제8사단 참모장
- 1967년 육군 제8사단 제10연대장
- 1968년 주월맹호부대 기갑연대장(베트남전 참전하여 을지무공훈장 충무무공훈장수훈)
- 1969년 육군 제30사단 예비군단장
- 1970년 육군 제2군사령부 예비군참모
- 1970년 육군준장승진
- 1972년 육군본부  기획보안처장
- 1974년 육군 제31사단장
- 1976년 육군소장승진
- 1977년 육군본부 참모총장 비서실장
- 1979년 육군본부 인사참모부장
- 국방대학원장(육군중장)
- 1982년 2월 26일 ~ 1985년 2월 25일 병무청장

## 상훈
- 을지무공훈장
- 충무무공훈장
- 화랑무공훈장 2회
- 보국훈장 국선장
- 보국훈장 천수장
- 보국훈장 삼일장
- 방위포장
- 월남영용훈장
- 황조근정훈장

## 가족 관계
- 아들 : 천성만(리앤코인베스트먼트 감사)
- 며느리 : 임정미(한국예술종합학교 겸임교수)
- 딸 : 천경숙
- 사위 : 최경호(목동교회 목사)[1]